# 開山里
22°59′15″N 120°12′36″E / 22.98750°N 120.21000°E
開山里是臺灣台南市中西區下轄的一里，位於中西區東部，東門圓環西側。里內有17鄰，人口約3,200人。今里界係2018年4月30日調整後形成，較之前有所擴大。開山里北側與城隍里以民權路為界，西北側與永華里以城隍街為界，西側與郡王里以開山路為界，東側則與東區大同里以大同路為界。
開山里名稱來源於相鄰郡王里境內祭祀開山王鄭成功的延平郡王祠，日治時期已設有「開山町」。轄區內宗教場所有小城隍廟、昆明殿、大埔福德祠、仁厚境福德祠、福德爺廟、聖教會、天主堂等。
2019年7月9日中午，由於疾管署在操作「災防告警細胞廣播訊息系統」時出現錯誤，將「公尺」錯選為「公里」，導致本來應該只在開山里周圍386公尺範圍內才能收到的登革熱疫情警示在全台灣都能收到。